# Olle (tröja)
Olle är en stickad tjock ylletröja med långa ärmar. Ibland har ollen knäppning på axeln.
Namnet härrör från kapten Gustaf Adolf Ohlson (1845–1931) vid Jönköpings regemente, som omkring 1900 föreslog att man vintertid inom armén skulle använda en grov, stickad ylletröja med långa ärmar och utan knäppning.
Tröjan definierades och fastställdes enligt: ”Har svarta ärmmuddar och en svart rand över midjan. För övrig rakt stickad med öppning för halsen och med rakt isydda ärmar. Modell å yttertröja för armens manskapp af Kungl. Maj:t gillar och fastställd genom nådig generalorder af denna dag No 950. Stockholm slott den 14 november 1885.”
1954 infördes en stickad yllemössa som kom att gå under namnet "Olles brorsa".
Ordet "olle" i denna bemärkelse är belagt i svenska språket sedan 1903.